# Aston Martin en Fórmula 1
Aston Martin es un fabricante de coches británico que ha participado en la Fórmula 1 de diversas maneras. La escudería de automovilismo tiene sede en Silverstone. La compañía participó por primera vez durante la temporada 1959 con el monoplaza DBR4, usando su propio motor, pero sin obtener puntos. Continuaron con malos resultados en la temporada 1960 nuevamente sin obtener puntos. Como resultado, Aston Martin decidió abandonar la Fórmula 1.
Un cambio de marca de Racing Point F1 Team resultó en el regreso a la Fórmula 1 como Aston Martin en 2021, utilizando motores de Mercedes. La escudería, propiedad de Lawrence Stroll, tiene a Fernando Alonso y Lance Stroll como sus pilotos desde la temporada 2023.

## Historia

### SigloXX

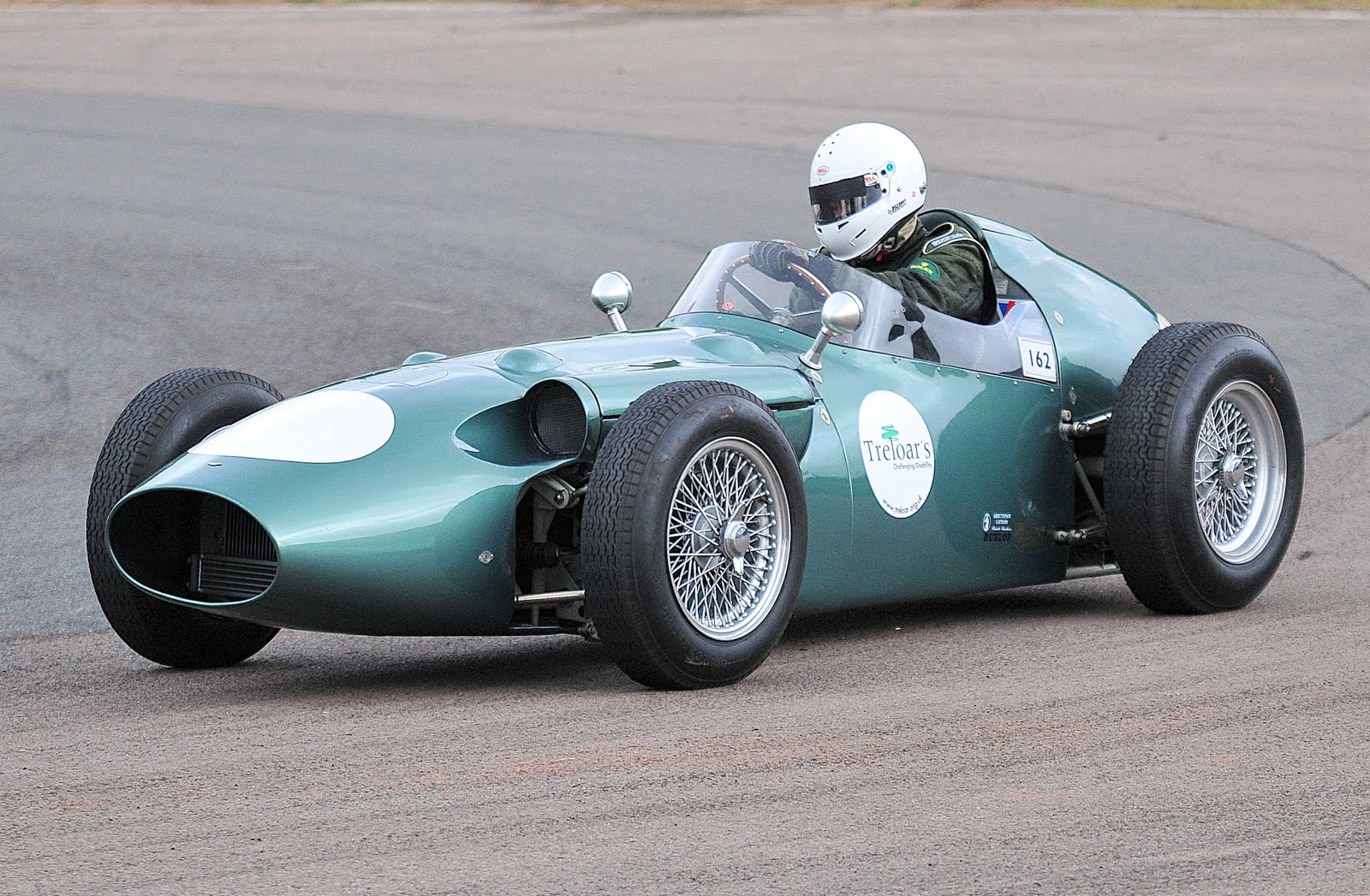
Aston Martin DBR4.

El debut en Fórmula 1 sucedió luego de buenos resultados de la automotriz en carreras de deportivos, incluyendo una victoria en las 24 Horas de Le Mans. Ocurrió en el Gran Premio de los Países Bajos de 1959, con dos Aston Martin DBR4 del equipo de nombre David Brown Corporation. Esa temporada reiteraron participación en Gran Bretaña, Portugal e Italia. Roy Salvadori obtuvo los mejores resultados del equipo en el campeonato, dos sextos lugares, además de un podio en un GP no puntuable.
Al año siguiente solo se inscribieron en dos Grandes Premios, Países Bajos y Gran Bretaña. Este último fue su última carrera en Fórmula 1, siendo, además, la única participación del monoplaza DBR5.

### SigloXXI

#### Patrocinio y retorno potencial
Tras algunos problemas económicos de Force India Formula One Team en 2015, comenzaron a estudiar la posibilidad de asociarse con otra marca para mejorar sus ingresos y resultados. A pesar del importante ingreso económico que recibió por parte de Sergio Pérez y el multimillonario Carlos Slim en patrocinadores, según se hizo público, Vijay Mallya, director del equipo, solicitó un adelanto de dinero de premios a Ecclestone. Ante la negativa, a partir del verano europeo, el equipo indio confirmó que sus intenciones eran competir como Aston Martin, mejorando así el desarrollo del monoplaza y recibiendo un mayor interés de los patrocinadores por el marketing de la marca británica. 
Por otro lado, tras algunos años de rumores en los que se acercó a la marca británica a la máxima categoría, en 2015 reconocieron las negociaciones para su retorno. En primera instancia, el vínculo fue con Red Bull, ya que la escudería austriaca amenazó con abandonar el campeonato. Pero en el segundo semestre del año, las negociaciones con Force India tomaron estado público y Vijay Mallya admitió que el acuerdo sería muy beneficioso porque atraería a nuevos patrocinadores. Finalmente los acuerdos cayeron a principios del año posterior.
Por otro lado, en 2018, la compañía se asoció con Red Bull Racing como principal patrocinador del equipo. Este contrato hizo que el logotipo de Aston Martin apareciera en gran parte de los monoplazas de ese año y del siguiente y que el nombre de la escudería fuese «Aston Martin Red Bull Racing».

#### Regreso del equipo

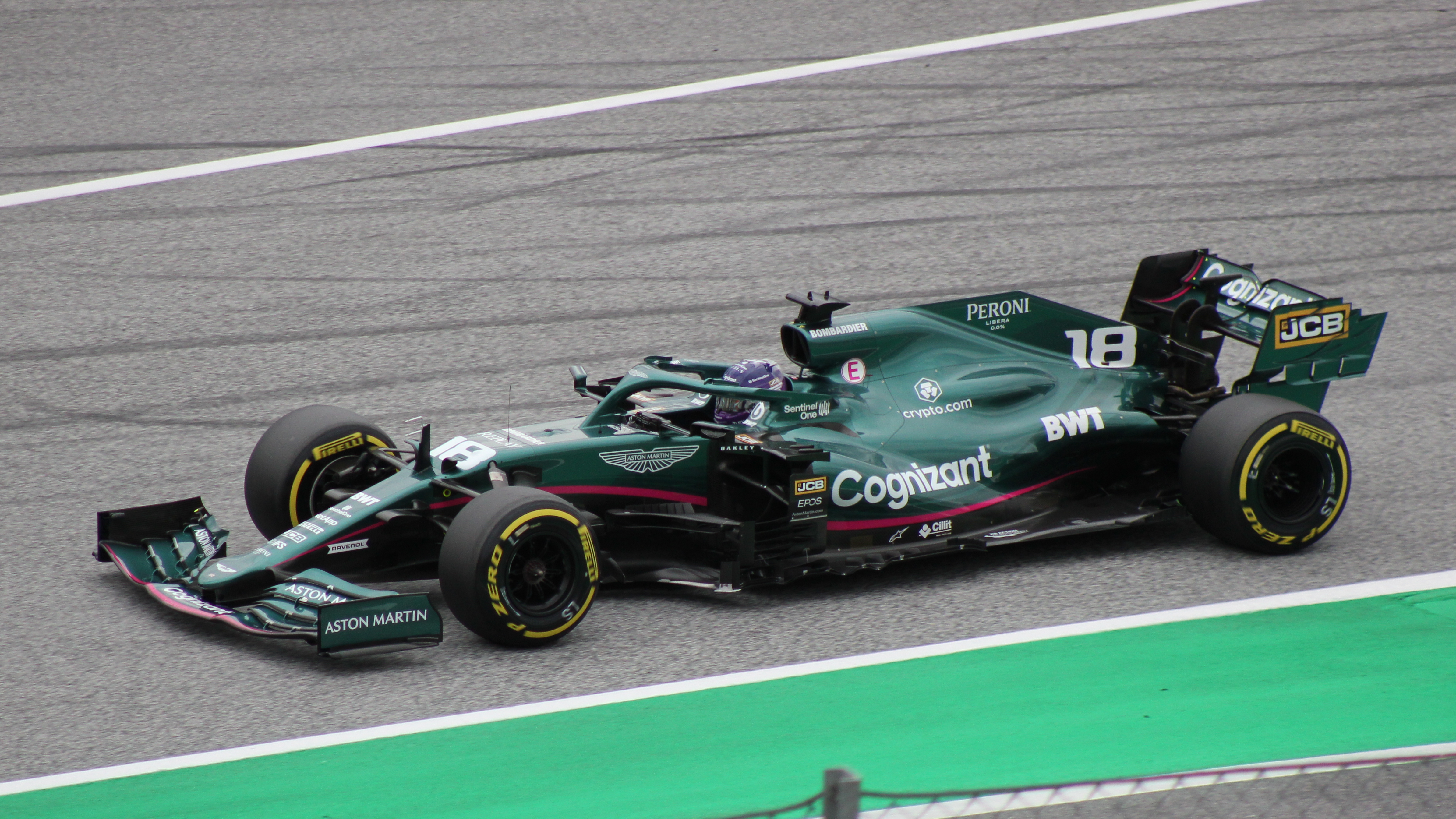
Aston Martin AMR21 pilotado por Lance Stroll.

Después de diversas conversaciones que se tuvieron con el equipo Red Bull Racing para adquirir dicho equipo sin buen puerto y después de numerosos rumores sobre su posible asociación con el consorcio Racing Point UK, se confirmó que la temporada 2021 marcaría el regreso de la empresa automotriz como equipo de Fórmula 1, tras una ausencia de más de 60 años, dando finalizada su asociación como patrocinio con Red Bull Racing a final de temporada. El billonario canadiense Lawrence Stroll invirtió en Aston Martin 182 millones de libras esterlinas, lo cual le proporcionó el 20 % de las acciones del fabricante, y decidió usar la imagen de Aston Martin para convertir a partir de 2021 al equipo Racing Point en Aston Martin F1 Team. Sebastian Vettel fue el primer piloto titular confirmado, y luego fue anunciado Lance Stroll, hijo de Lawrence Stroll.
Aston Martin obtuvo su primer podio en Fórmula 1 en el Gran Premio de Azerbaiyán de esa temporada, de la mano de Vettel.
El bicampeón mundial Fernando Alonso fue el sustituto de Vettel en 2023, luego del retiro del alemán. El 5 de marzo, en el primer Gran Premio de la temporada en Baréin, Fernando Alonso logró el segundo podio de la historia para Aston Martin, al ubicarse en la tercera posición. En las primeras ocho carreras de dicha temporada, el español obtuvo seis podios, colocándose en el tercer puesto del campeonato mundial. Luego de eso, el rendimiento del AMR23 decayó y los podios dejaron de ser frecuentes, pero Alonso logró finalizar en el cuarto puesto del campeonato. Con Stroll décimo, el equipo acabó en el quinto puesto del campeonato de constructores, siendo su mejor temporada hasta entonces.

#### Próximos años
En mayo de 2023, la escudería anunció un acuerdo con Honda mediante el cual la marca japonesa se convertirá en socio y proveedor oficial de los motores en 2026. Por otro lado, el ingeniero Adrian Newey, cuyos monoplazas han ganado 12 mundiales de constructores y 13 de pilotos, se incorporará al equipo en 2025.

## Programa de desarrollo
El  programa de desarrollo de pilotos de Aston Martin es un programa creado por Aston Martin y diseñado en conjunto con los ingenieros y la gerencia del equipo, destinado a proporcionar una escalera para que los jóvenes pilotos lleguen a la Fórmula 1.

### Lista de pilotos

#### Miembros
| Pilotos          | Desde | Categoría reciente                        | Títulos                                  |
| ---------------- | ----- | ----------------------------------------- | ---------------------------------------- |
| Jessica Hawkins  | 2021- | Britcar                                   | ninguno                                  |
| Felipe Drugovich | 2022- | Campeonato de Fórmula 2 de la FIA         | Campeonato de Fórmula 2 de la FIA (2022) |
| Tina Hausmann    | 2023- | Campeonato de EAU de Fórmula 4 F1 Academy | ninguno                                  |
| Jak Crawford     | 2024- | Campeonato de Fórmula 2 de la FIA         | ninguno                                  |
| Mari Boya        | 2025- | Campeonato de Fórmula 3 de la FIA         | ninguno                                  |
| Daniel Mirón     | 2025- | Karting                                   | ninguno                                  |

## Resultados

### Fórmula 1
(Clave) (negrita indica pole position) (cursiva indica vuelta rápida)

| Año                                                    | Chasis | Motor                                   | Neu. | N.º | Pilotos             | 1   | 2   | 3   | 4   | 5   | 6   | 7   | 8   | 9   | 10  | 11  | 12  | 13  | 14  | 15  | 16  | 17  | 18  | 19  | 20  | 21  | 22  | 23  | 24  | Puntos | Pos. |
| ------------------------------------------------------ | ------ | --------------------------------------- | ---- | --- | ------------------- | --- | --- | --- | --- | --- | --- | --- | --- | --- | --- | --- | --- | --- | --- | --- | --- | --- | --- | --- | --- | --- | --- | --- | --- | ------ | ---- |
| 1959                                                   |        |                                         |      |     |                     | MON | 500 | NED | FRA | GBR | GER | POR | ITA | USA |     |     |     |     |     |     |     |     |     |     |     |     |     |     |     | 0      | NC   |
| 1959                                                   | DBR4   | RB6 L6 2.5                              | A D  |     | Roy Salvadori       |     |     | Ret |     | 6   |     | 6   | Ret |     |     |     |     |     |     |     |     |     |     |     |     |     |     |     |     | 0      | NC   |
| 1959                                                   | DBR4   | RB6 L6 2.5                              | A D  |     | Carroll Shelby      |     |     | Ret |     | Ret |     | 8   | 10  |     |     |     |     |     |     |     |     |     |     |     |     |     |     |     |     | 0      | NC   |
| 1960                                                   |        |                                         |      |     |                     | ARG | MON | 500 | NED | BEL | FRA | GBR | POR | ITA | USA |     |     |     |     |     |     |     |     |     |     |     |     |     |     | 0      | NC   |
| 1960                                                   | DBR4   | RB6 L6 2.5                              | D    |     | Roy Salvadori       |     |     |     | DNS |     |     |     |     |     |     |     |     |     |     |     |     |     |     |     |     |     |     |     |     | 0      | NC   |
| 1960                                                   | DBR5   | RB6 L6 2.5                              | D    |     | Roy Salvadori       |     |     |     |     |     | Ret |     |     |     |     |     |     |     |     |     |     |     |     |     |     |     |     |     |     | 0      | NC   |
| 1960                                                   | DBR5   | RB6 L6 2.5                              | D    |     | Maurice Trintignant |     |     |     |     |     |     | 11  |     |     |     |     |     |     |     |     |     |     |     |     |     |     |     |     |     | 0      | NC   |
| 1961-2020: Aston Martin no participó como constructor. |        |                                         |      |     |                     |     |     |     |     |     |     |     |     |     |     |     |     |     |     |     |     |     |     |     |     |     |     |     |     |        |      |
| 2021                                                   |        |                                         |      |     |                     | BHR | EMI | POR | ESP | MON | AZE | FRA | EST | AUT | GBR | HUN | BEL | NED | ITA | RUS | TUR | USA | MEX | SÃO | QAT | ARA | ABU |     |     | 77     | 7.º  |
| 2021                                                   | AMR21  | Mercedes-AMG M12 E Performance V6 Turbo | P    | 5   | Sebastian Vettel    | 15  | 15† | 13  | 13  | 5   | 2   | 9   | 12  | 17† | Ret | DSQ | 5   | 13  | 12  | 12  | 18  | 10  | 7   | 11  | 10  | Ret | 11  |     |     | 77     | 7.º  |
| 2021                                                   | AMR21  | Mercedes-AMG M12 E Performance V6 Turbo | P    | 18  | Lance Stroll        | 10  | 8   | 14  | 11  | 8   | Ret | 10  | 8   | 13  | 8   | Ret | 20  | 12  | 7   | 11  | 9   | 12  | 14  | Ret | 6   | 11  | 13  |     |     | 77     | 7.º  |
| 2022                                                   | AMR22  | Mercedes-AMG F1 M13 V6 Turbo            | P    |     |                     | BHR | ARA | AUS | EMI | MIA | ESP | MON | AZE | CAN | GBR | AUT | FRA | HUN | BEL | NED | ITA | SIN | JPN | USA | MEX | SÃO | ABU |     |     | 55     | 7.º  |
| 2022                                                   | AMR22  | Mercedes-AMG F1 M13 V6 Turbo            | P    | 5   | Sebastian Vettel    |     |     | Ret | 8   | 17† | 11  | 10  | 6   | 12  | 9   | 17  | 11  | 10  | 8   | 14  | Ret | 8   | 6   | 8   | 14  | 11  | 10  |     |     | 55     | 7.º  |
| 2022                                                   | AMR22  | Mercedes-AMG F1 M13 V6 Turbo            | P    | 18  | Lance Stroll        | 12  | 13  | 12  | 10  | 10  | 15  | 14  | 16† | 10  | 11  | 13  | 10  | 11  | 11  | 10  | Ret | 6   | 12  | Ret | 15  | 10  | 8   |     |     | 55     | 7.º  |
| 2022                                                   | AMR22  | Mercedes-AMG F1 M13 V6 Turbo            | P    | 27  | Nico Hülkenberg     | 17  | 12  |     |     |     |     |     |     |     |     |     |     |     |     |     |     |     |     |     |     |     |     |     |     | 55     | 7.º  |
| 2023                                                   | AMR23  | Mercedes-AMG F1 M14 V6 Turbo            | P    |     |                     | BHR | ARA | AUS | AZE | MIA | MON | ESP | CAN | AUT | GBR | HUN | BEL | NED | ITA | SIN | JPN | QAT | USA | MEX | SÃO | LVG | ABU |     |     | 280    | 5.º  |
| 2023                                                   | AMR23  | Mercedes-AMG F1 M14 V6 Turbo            | P    | 14  | Fernando Alonso     | 3   | 3   | 3   | 46  | 3   | 2   | 7   | 2   | 5   | 7   | 9   | 5   | 2   | 9   | 15  | 8   | 68  | Ret | Ret | 3   | 9   | 7   |     |     | 280    | 5.º  |
| 2023                                                   | AMR23  | Mercedes-AMG F1 M14 V6 Turbo            | P    | 18  | Lance Stroll        | 6   | Ret | 4   | 78  | 12  | Ret | 6   | 9   | 94  | 14  | 10  | 9   | 11  | 16  | WD  | Ret | 11  | 7   | 17† | 5   | 5   | 10  |     |     | 280    | 5.º  |
| 2024                                                   | AMR24  | Mercedes-AMG F1 M15 V6 Turbo            | P    |     |                     | BHR | ARA | AUS | JPN | CHN | MIA | EMI | MON | CAN | ESP | AUT | GBR | HUN | BEL | NED | ITA | AZE | SIN | USA | MEX | SÃO | LVG | QAT | ABU | 94     | 5.º  |
| 2024                                                   | AMR24  | Mercedes-AMG F1 M15 V6 Turbo            | P    | 14  | Fernando Alonso     | 9   | 5   | 8   | 6   | 7   | 9   | 19  | 11  | 6   | 12  | 18  | 8   | 11  | 8   | 10  | 11  | 6   | 8   | 13  | Ret | 14  | 11  | 7   | 9   | 94     | 5.º  |
| 2024                                                   | AMR24  | Mercedes-AMG F1 M15 V6 Turbo            | P    | 18  | Lance Stroll        | 10  | Ret | 6   | 12  | 15  | 17  | 9   | 14  | 7   | 14  | 13  | 7   | 10  | 11  | 13  | 19  | 19† | 14  | 15  | 11  | DNS | 15  | Ret | 14  | 94     | 5.º  |
| 2025*                                                  | AMR25  | Mercedes-AMG F1 M16 V6 Turbo            | P    |     |                     | AUS | CHN | JPN | BHR | ARA | MIA | EMI | MON | ESP | CAN | AUT | GBR | BEL | HUN | NED | ITA | AZE | SIN | USA | MEX | SÃO | LVG | QAT | ABU | 52     | 6.º  |
| 2025*                                                  | AMR25  | Mercedes-AMG F1 M16 V6 Turbo            | P    | 14  | Fernando Alonso     | Ret | Ret | 11  | 15  | 11  | 15  | 11  | Ret | 9   | 7   | 7   | 9   | 17  | 5   |     |     |     |     |     |     |     |     |     |     | 52     | 6.º  |
| 2025*                                                  | AMR25  | Mercedes-AMG F1 M16 V6 Turbo            | P    | 18  | Lance Stroll        | 6   | 9   | 20  | 17  | 16  | 165 | 15  | 15  | WD  | 17  | 14  | 7   | 14  | 7   |     |     |     |     |     |     |     |     |     |     | 52     | 6.º  |
| Fuente:                                                |        |                                         |      |     |                     |     |     |     |     |     |     |     |     |     |     |     |     |     |     |     |     |     |     |     |     |     |     |     |     |        |      |

- * Temporada en progreso.

### Pilotos
| Pilotos             | Carreras | Victorias | Poles | VR | Podios | Puntos | Títulos |
| ------------------- | -------- | --------- | ----- | -- | ------ | ------ | ------- |
| Lance Stroll        | 101      | 0         | 0     | 0  | 0      | 176    | 0       |
| Fernando Alonso     | 60       | 0         | 0     | 3  | 8      | 302    | 0       |
| Sebastian Vettel    | 42       | 0         | 0     | 0  | 1      | 80     | 0       |
| Roy Salvadori       | 5        | 0         | 0     | 0  | 0      | 0      | 0       |
| Carroll Shelby      | 4        | 0         | 0     | 0  | 0      | 0      | 0       |
| Nico Hülkenberg     | 2        | 0         | 0     | 0  | 0      | 0      | 0       |
| Maurice Trintignant | 1        | 0         | 0     | 0  | 0      | 0      | 0       |
| Fuente:             |          |           |       |    |        |        |         |

- En negrita, pilotos actualmente en el equipo.

(Última actualización: Gran Premio de Abu Dhabi de 2024)

## Monoplazas
La siguiente galería muestra los diferentes modelos utilizados por Aston Martin en Fórmula 1.
|                          |
| Aston Martin DBR4 (1959) |

|                           |
| Aston Martin AMR21 (2021) |

|                           |
| Aston Martin AMR22 (2022) |

|                           |
| Aston Martin AMR23 (2023) |

|                           |
| Aston Martin AMR24 (2024) |

|                         |
| Aston Martin AMR25 2025 |